# Axel Knuth
Axel Erik Carl lensbaron Knuth (født 19. september 1878 i Slangerup, død 21. juni 1943) var en dansk jurist.
Axel Knuth var søn af lensbaron Wilhelm Knuth (1851-1916) og Betzy f. baronesse Bille-Brahe (død 1939), blev student fra Metropolitanskolen 1896 og cand.jur. 1902. 1919-33 var han dommerfuldmægtig ved Frederiksberg Birk. 1938 etablerede han sig som landsretssagfører.
Han var bestyrelsesmedlem i A/S Frederiksberg Handelsbank og i Frederiksberg Asylselskab og var indehaver af Det Knuthske Fideikommis (substitutionen for baroniet Conradsborg).
2. september 1922 ægtede han Erkel f. Jansen (14. juli 1888 – ), datter af civilingeniør C.E. Jansen og Christiane f. Preetzmann.